# NGC 5624
NGC 5624 (również PGC 51568 lub UGC 9256) – magellaniczna galaktyka spiralna (Sdm?), znajdująca się w gwiazdozbiorze Wolarza. Odkrył ją Lewis A. Swift 9 maja 1887 roku.